# Trixie Whitley

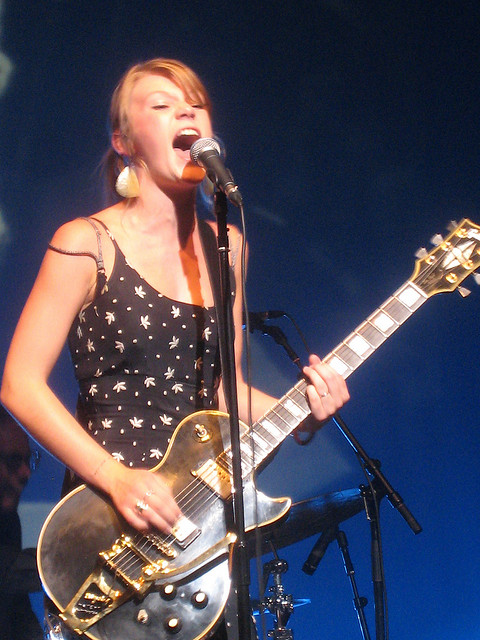
Trixie Whitley (2009)

Trixie Whitley (* 24. Juni 1987 in Gent, Belgien) ist eine Sängerin und Multiinstrumentalistin mit belgischen und US-amerikanischen Wurzeln. Sie war schon in jungen Jahren an diversen Produktionen ihres Vaters Chris Whitley beteiligt und wurde einem größeren Publikum durch ihre Mitwirkung in Daniel Lanois’ Formation Black Dub bekannt.

## Diskografie

### Alben
| Jahr | Titel                         | Höchstplatzierung, Gesamtwochen, AuszeichnungChartplatzierungen (Jahr, Titel, Platzierungen, Wochen, Auszeichnungen, Anmerkungen) | Höchstplatzierung, Gesamtwochen, AuszeichnungChartplatzierungen (Jahr, Titel, Platzierungen, Wochen, Auszeichnungen, Anmerkungen) | Höchstplatzierung, Gesamtwochen, AuszeichnungChartplatzierungen (Jahr, Titel, Platzierungen, Wochen, Auszeichnungen, Anmerkungen) | Anmerkungen |
| Jahr | Titel                         | NL | BEF | BEW | Anmerkungen |
| ---- | ----------------------------- | --- | --- | --- | ----------- |
| 2013 | Fourth Corner                 | NL43 (5 Wo.)NL | BEF3 Platin · (36 Wo.)BEF | BEW63 (12 Wo.)BEW |             |
| 2015 | Porta Bohemica                | NL62 (1 Wo.)NL | BEF1 Gold · (37 Wo.)BEF | BEW91 (2 Wo.)BEW |             |
| 2016 | Sway – Outtakes & Live Tracks | — | BEF17 (19 Wo.)BEF | — |             |
| 2019 | Lacuna                        | — | BEF6 (7 Wo.)BEF | — |             |

### Singles
| Jahr | Titel Album       | Höchstplatzierung, Gesamtwochen, AuszeichnungChartsChartplatzierungen (Jahr, Titel, Album, Platzierungen, Wochen, Auszeichnungen, Anmerkungen) | Anmerkungen |
| Jahr | Titel Album       | BEF | Anmerkungen |
| ---- | ----------------- | --- | ----------- |
| 2013 | Need Your Love    | BEF45 (3 Wo.)BEF |             |
| 2015 | Soft Spoken Words | BEF38 (2 Wo.)BEF |             |